# سيريك (تقنية)

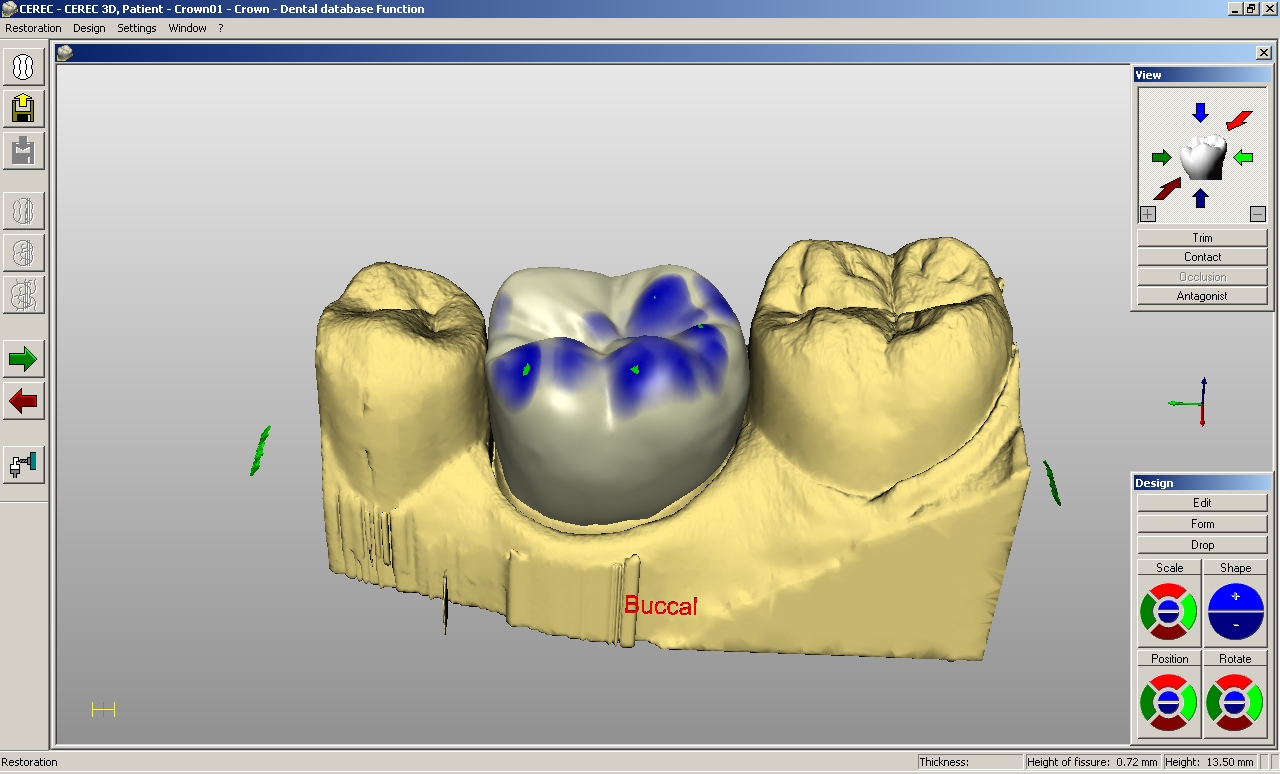

السيريك (بالإنجليزية: CEREC)‏، هو نظام تقني يستخدم لتصميم وعمل تركيبات الأسنان وأصبح جزءً هاماً من طب الأسنان. يمكن أن تستخدم لعمل التركيبات المصبوبة، الفينيرز، والتيجان أو الجسور.

## التقنية وتاريخها

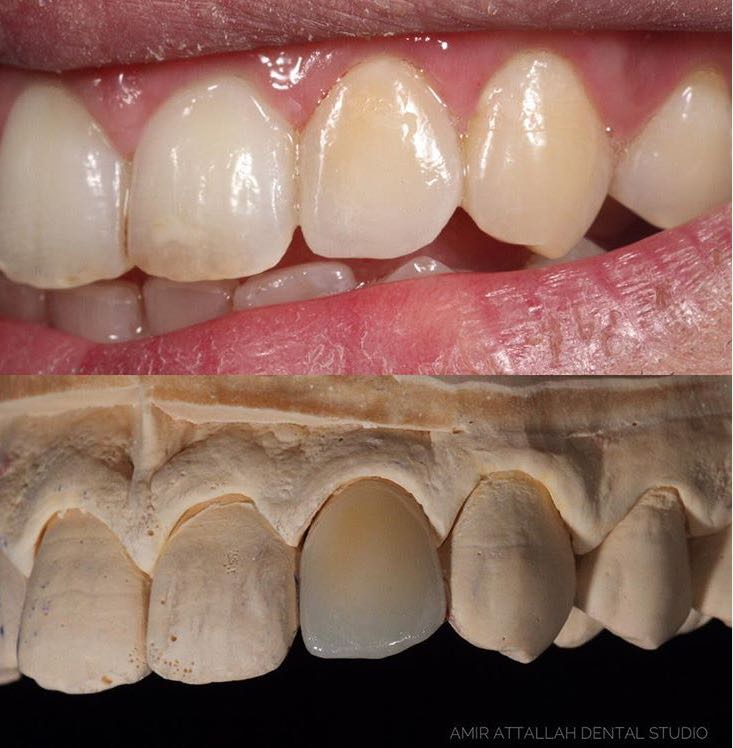
الشكل النهائي للسن التاجي بعد استخدام تقنية السيريك

فكرة التقنية تعتمد علي برنامج (CAD/ CAM) الكاد كام علي وجه التحديد الذي يمَكَن الطبيب من إكمال عملية التركيبات في موعد واحد بدلاً من عدة زيارات للمريض والتعامل المتكرر مع معمل الأسنان.التقنية وضعت في عام 1985 من قبل اثنين من الباحثين السويسريين، طبيب الأسنان ومهندس الكترونيات، من جامعة زيورخ  ، وفي سنة 1987 أنتجت شركة سيمنزأول جهاز سيريك، ثم سيريك 2 في 1994 وسيريك 3 في 2000, كلا يعطي أشكال ثنائية الأبعاد، حتي أنتجت الشركة أول جهاز ثلاثي الأبعاد (يسمي أيضا بسيريك 3 ولكن بتقنية متطورة) في 2003 ليعطي نموذج واضح وسهل للتصميم في كل من العيادة أو المعمل أو المختبر. تم إنتاج جهاز أحدث في 2014 والذي يسمي ب إينلاب ام سي inLab MC X5.

## طريقة الاستخدام
خلال زيارة طبيب الأسنان يقوم الطبيب بأخذ مقاس للأسنان المراد عمل تركيبات عليها باستخدام كاميرا والتي تكون متصلة بحاسوب. تقوم الكاميرا بالتقاط صور من التحضير، والأسنان المقابلة لها، ووضع اللثة، وبناء على هذه الصور، يخلق برنامج سيريك نموذجا افتراضيا لإسنان المريض ويستخدم طبيب الأسنان هذا النموذج لبناء تصميم الأسنان على الشاشة ثم يرسلها إلى آلة الطحن التي سوف تخرط التركيبة، ويتم طحن كتلة سيراميك مطابقة للون الأسنان في أقل من ساعة باستخدام سنون معينة موجودة في آلة الطحن. وبعد ذلك يمكن لطبيب الأسنان أو للمختص إضافة اللمسات الأخيرة إلى التركيبة بالرسم والتلميع ووضع الصبغات. هناك نوعان من الكاميرات يستخدم هم بلو كام BLUECAM أو اومني كام Omnicam. استخدام تقنية الكاميرا يعتبر بديل ناجح لإن الطبيب في هذه الحالة لن يستخدام المواد التقليدية المختصة بأخد انطباعات الأسنان والتي تسبب شعور بعدم الراحة لبعض المرضي. إذا لم يكن لدى طبيب الأسنان وحدة طحن في العيادة، يمكنه إرسال البيانات في ملف رقمي إلى مختبر الأسنان عبر بوابة إلكترونية. يقوم المختبر بتصميم وتصنيع التركيبة وفقا لوصفة طبيب الأسنان ثم يرسل الشكل النهائية إلى مكتب طبيب الأسنان.

## المنافع والأضرار
تشير الأبحاث أن التركيبات المصصمة بنظام سيريك ناجحة ويصل متوسط عمرها الأفتراضي إلي 97.4٪ على مدى فترة 4.2 سنوات. وتوضح الدراسات أيضا أسباب ومعدلات الفشل والتي تكون غالبا في شكل كسر من السيراميك، أو كسرفي الأسنان الداعمة، أو فرط حساسية الأسنان بعد وضع التركيبات أو احتكاك في الأسنان المقابلة.
هناك دراسة أخرى تشير الي ان أنظمة كاد / كام الأسنان الحالية تختلف بشكل كبير في قدراتها. ولكل منها مزايا وقيود. لا يستطيع أي شخص الحصول على البيانات مباشرة من التحضير الذي تم إعداده في الفم وإنتاج مجموعة كاملة من أنواع التركيبات (مع اتساع خيارات المواد) التي يمكن إنشاؤها بواسطة التقنيات التقليدية. وقد توسع التكنولوجيات الناشئة توسعا كبيرا في قدرات النظم المستقبلية، ولكنها قد تتطلب أيضا نوعا مختلفا من التدريب لاستخدامها بكامل فعاليتها.